# La bestia in calore
La bestia in calore è un film del 1977 scritto e diretto da Luigi Batzella. Lorenzo Artale si è invece occupato dei dialoghi. È una pellicola facilmente classificabile nel filone nazisploitation con tema comune nazismo, torture e violenze in generale.

## Trama
La dottoressa Kratsch, ufficiale dell'esercito del Terzo Reich, è riuscita grazie ai suoi disumani esperimenti a creare una sottospecie di essere umano che rappresenta un passo in avanti per la creazione della razza perfetta. Il momento non è però dei migliori per l'esercito tedesco costantemente ostacolato dai partigiani italiani i quali, resistendo a rappresaglie e violenze, riescono a sconfiggere le armate del Führer. L'essere creato dalla dottoressa Kratsch, una sorta di bestia che, fra le altre cose, ha attributi sessuali molto sviluppati, finisce col ribellarsi alla sua creatrice. La dottoressa morirà fra atroci sofferenze, seviziata, uccisa e stuprata dalla sua abominevole creatura.

## Produzione
Girato con pochi mezzi e utilizzando spezzoni di Quando suona la campana (lavoro precedente del regista) e del film jugoslavo Inchiodate l'armata sul ponte, è un film del genere naziporno o nazisploitation, in voga negli anni settanta. Il regista Batzella preferisce ambientare il racconto in una roccaforte controllata dalle truppe naziste dove la protagonista, la dottoressa Kratsch è libera di dedicarsi agli esperimenti, praticando ogni sorta di violenza e di sadismo estremo, insistendo sulla sua "abominevole creatura" (interpretata dal caratterista Salvatore Baccaro).
La svastica sulle divise è orientata inversamente rispetto a quella nazista, ovvero con gli uncini in senso antiorario.

## Distribuzione
Il film uscì nelle sale cinematografiche italiane nel novembre del 1977 con un regolare visto censura (il n° 70279 del 10 giugno 1977).

## Accoglienza
Nel Regno Unito, nei primi anni ottanta, il film venne incluso nella lista censoria dei cosiddetti video nasty e soggetto a divieto totale di distribuzione.

## Titoli alternativi
- SS hell camp - SS experiment: part 2 - Beast in heat (USA).